# Vonovia
Vonovia SE är ett fastighetsbolag med huvudsäte i Bochum, Nordrhein-Westfalen, Tyskland. I Sverige är bolaget ägare till fastighetsbolaget Victoriahem som är en sammanslagning av Hembla och Victoria Park. Vonovia har blivit Sveriges största hyresvärd  och äger runt 400 000 lägenheter i Tyskland, Sverige och Österrike.
Företagets VD menar att de inte är ett "fastighetsbolag" då de inte köper och säljer fastigheter utan snarare tillhandahåller lägenheter.